# Bernat Despuig

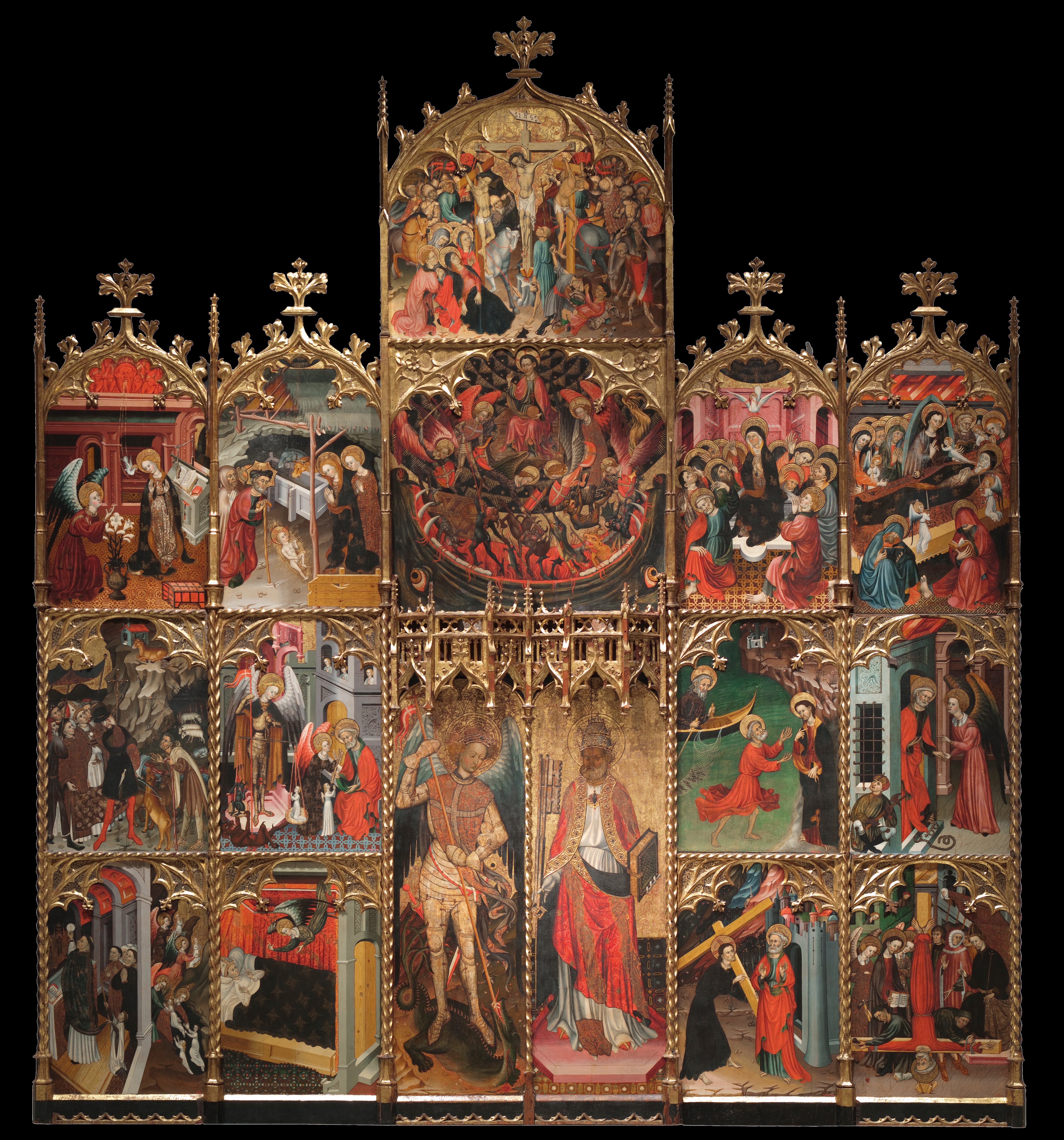
Retaule de Sant Miquel de la Seu d'Urgell

Bernat Despuig (documentat a partir de 1383 i mort a Barcelona el 1451) fou un pintor gòtic català, col·laborador de Jaume Cirera, amb qui va treballar durant el segon quart del segle xv. La seva obra conjunta Lluita entre àngels i dimonis es troba exposada actualment al MNAC.

## Obra
- Retaule de Sant Pere i Sant Miquel Arcàngel (1432-1433) per a l'església de Sant Miquel de la Seu d'Urgell en col·laboració amb Jaume Cirera. La predel·la es conserva al Museo Nacional de San Carlos, a Ciutat de Mèxic.[1]
- Retaule de Sant Joan Baptista i Sant Miquel (primera meitat s.XV), a Sant Llorenç de Morunys, en col·laboració amb Jaume Cirera.
- Retaule de Sant Joan Baptista i Sant Esteve (1415-1420), de Santa Maria de Badalona, atribuït a Despuig.

## Obra conservada al Museu Episcopal de Vic
Al Museu Episcopal de Vic es conserva un retaule i diverses taules d'altres dos, tots ells fets en col·laboració amb Jaume Cirera:
- 1425-1449 Retaule per a l'església de Santa Maria de Cornet, a Sallent, del qual es conserven tres taules.
- 1426-1442 Retaule de Pardines, realitzat per a l'església parroquial de Santa Eulàlia de Pardines a Prats de Lluçanès.
- 1431-1433 Retaule dedicat a Sant Pere per a l'església de Sant Pere de Ferrerons, de Moià, del qual es conserven tres taules.